# Bernard de Belidor
Bernard de Belidor, född 1698 i Furstendömet Katalonien, död 8 september 1761, var en fransk ingenjör och artilleriexpert. Med verket L'architecture hydraulique (utgivet i fyra volymer från 1737-1753) bidrog han till utvecklingen av hydrauliken.